# Na svoji zemlji (album)
Na svoji zemlji je album Moškega pevskega zbora Lesarji Slovenije in Vojaškega orkestra Ljubljana, ki je izšel na glasbeni kaseti in vinilni plošči leta 1981 pri založbi ZKP RTV Ljubljana.

## Naslov in vsebina
Album je izšel v počastitev 40-letnice vstaje jugoslovanskih narodov in narodnosti in 40-letnice Osvobodilne fronte slovenskega naroda.
Naslov nosi po prvem slovenskem zvočnem celovečernem filmu Na svoji zemlji, saj vsebuje priredbo treh glasbenih motivov iz filma (posnetek A6).
Vse odpete pesmi imajo slovenska besedila, večino skladb pa so uglasbili slovenski skladatelji.

## Seznam posnetkov
| A stran | A stran                                                     | A stran                   | A stran       | A stran  | A stran |
| Št.     | Naslov                                                      | Besedilo                  | Glasba        | Priredba | Dolžina |
| ------- | ----------------------------------------------------------- | ------------------------- | ------------- | -------- | ------- |
| 1.      | „Jugoslavija‟                                               | M. Alečković / M. Klopčič | N. Hercigonja | L. Leško | 3:06    |
| 2.      | „Zastava partije‟                                           | Č. Minderović / R. Gobec  | O. Danon      | L. Leško | 1:55    |
| 3.      | „Naprej ponosno‟                                            | F. Roš                    | R. Gobec      | L. Leško | 2:01    |
| 4.      | „Pesem o slavi‟                                             | M. Klinar                 | R. Gobec      | L. Leško | 2:52    |
| 5.      | „Delavski pozdrav‟                                          | NN                        | J. B. Blobner | L. Leško | 1:51    |
| 6.      | „Na svoji zemlji – triptih‟ (motivi iz istoimenskega filma) |                           | M. Kozina     | L. Leško | 6:09    |

| B stran         | B stran                | B stran              | B stran         | B stran         | B stran |
| Št.             | Naslov                 | Besedilo             | Glasba          | Priredba        | Dolžina |
| --------------- | ---------------------- | -------------------- | --------------- | --------------- | ------- |
| 1.              | „Bilečanka‟            | M. Apih – Mah        | M. Apih – Mah   | U. Vrabec       | 3:06    |
| 2.              | „Slovenska pesem‟      | K. Destovnik – Kajuh | U. Vrabec       |                 | 2:22    |
| 3.              | „Četrti julij – poema‟ |                      | B. Adamič       |                 | 8:17    |
| 4.              | „Pesem o Titu‟         | V. Nazor / S. Samec  | R. Simoniti     | L. Leško        | 2:23    |
| Skupna dolžina: | Skupna dolžina:        | Skupna dolžina:      | Skupna dolžina: | Skupna dolžina: | 34:02   |

## Sodelujoči

### Moški pevski zbor Lesarji Slovenije / Moški pevski zbor lesarjev Slovenije
poje na posnetkih: A1, A2, A3, A4, A5, B1, B2 in B4
- Tomaž Tozon – zborovodja

### Vojaški orkester Ljubljana / Vojaški orkester ljubljanske garnizije / Vojaški orkester ljubljanskega armijskega območja
igra na posnetkih: A1, A2, A3, A4, A5, A6, B3 in B4
- Ladislav Leško – dirigent

### Produkcija
- Jure Robežnik – urednik
- Tomaž Tozon – urednik
- Vinko Rojc – tonski mojster
- Milan Zrimšek – asistent
- Rajko Šporar – montažer
- Tadej Tozon – oblikovanje